# Инйан
Инйан (Íŋyaŋ — скала) — в мифологии лакота первый из высших богов. Он существовал до того как появилось всё остальное. Затем он создал Makȟá и дал ему Makȟá-akáŋl — богиню Земли, которая стала вторым высшим божеством.
Для создания Мака — огромного голубого диска, за которым ничего не было (небо), потребовалось много крови Инйана, которая была голубою. Затем он создал миниатюрные копии Мака, любящих отца-небо. Эти миниатюры были людьми. Эта работа сделала Инйана бессильным. Его кровь стала голубизною вод, неба и Naǧí Tȟáŋka (Небесного бога) всесильного великого духа, зовущегося Škáŋ (Наисвятейший) — третьего высшего бога.